# مرتون بکویث اسمیت
مرتون بکویث اسمیت (انگلیسی: Merton Beckwith-Smith; ۱۱ ژوئیهٔ ۱۸۹۰ – ۱۱ نوامبر ۱۹۴۲) فرد نظامی اهل بریتانیا بود.